# Nueva Cataluña
Nueva Cataluña, también llamada Cumanagotos o de la Nueva Barcelona, o Gobernación de Nueva Cataluña o Provincia de la Nueva Cataluña, fue la provincia formada por el conjunto de tierras conquistadas o colonizadas por el explorador y militar español Joan Orpí en 1633. Tenía como capital provincial Nueva Barcelona, fundada en 1638, y comprendía un territorio entre el Cabo Codera y Los Altos de San Felipe de Austria (actualmente Cariaco), y de Codera hasta el río Orinoco, en la actual Venezuela.
Orpí pretendía que el sector entre los territorios de la gobernación de Caracas y de Cumaná, entonces llamado Nueva Andalucía, pasara a llamarse Nueva Cataluña, justificándolo por las fundaciones de Nueva Barcelona y Nueva Tarragona, pero su petición no obtuvo respuesta de Felipe IV. La denominación llegó a tener un estado oficioso, como lo revelan algunos documentos escritos, como la cubierta de un informe del año 1639 de la Real Audiencia de Santo Domingo, sobre la situación de la zona colonizada por Orpí. Después de la muerte de Joan Orpí, en 1645, la provincia sobrevivió hasta el año 1654 quedando incorporada por Decreto Real en la Gobernación de Cunamà o la Nueva Andalucía, siendo gobernador de Cumaná Pedro de Bizuela.